# Starcie pod Boernerowem
Starcie pod Boernerowem znane również jako masakra pod Boernerowem – bój pomiędzy kompanią Armii Krajowej pod dowództwem por. Jerzego Terczyńskiego ps. „Starża” a pododdziałem niemieckiej Dywizji Pancerno-Spadochronowej „Hermann Göring”, stoczony rankiem 2 sierpnia 1944 roku w pobliżu podwarszawskiego osiedla Boernerowo, zakończony rozbiciem polskiego oddziału i śmiercią większości jego żołnierzy.
W pierwszym dniu powstania warszawskiego oddziały Obwodu II AK „Żoliborz” uderzyły na niemieckie obiekty na Żoliborzu i Bielanach, lecz niemal wszystkie ataki zostały odparte z ciężkimi stratami. W tej sytuacji komendant obwodu ppłk. Mieczysław Niedzielski ps. „Żywiciel” postanowił wieczorem 1 sierpnia wycofać swoich żołnierzy do pobliskiej Puszczy Kampinoskiej. Kompania por. „Starży”, która utraciwszy łączność z pozostałymi oddziałami przystąpiła do odwrotu samodzielnie, została nad ranem 2 sierpnia zaskoczona i rozbita przez Niemców pod Boernerowem. W nierównej walce poległo co najmniej 73 żołnierzy AK.

## Preludium
III Rejon Obwodu II AK „Żoliborz” obejmował swym zasięgiem terytorialnym warszawskie Bielany. Jedną z czterech kompanii liniowych (zgrupowań) zorganizowanych na bazie struktur III Rejonu była 2 kompania pod dowództwem por. Jerzego Terczyńskiego ps. „Starża”. Została ona utworzona w drugiej połowie 1943 roku, kiedy to dzięki działaniom dowódcy rejonu kpt. Władysława Nowakowskiego ps. „Jeleń”/„Żubr” wzrosła liczebność bielańskich struktur AK. W chwili wybuchu powstania warszawskiego w skład kompanii wchodziły trzy plutony: pluton 212 pod dowództwem plut. pchor. Czesława Kubzdeli ps. „Kuba”, pluton 237 pod dowództwem ppor. Jerzego Mieczyńskiego ps. „Dunin” oraz pluton 239 pod dowództwem ppor. Zdzisława Grunwalda ps. „Zych”. W szeregach kompanii służyło wielu żołnierzy z wyższym wykształceniem oraz studentów, stąd była ona zwana „Legią Akademicką”.
Powstańcze plany przewidywały, że o godzinie „W” jeden z plutonów kompanii „Starży” uderzy ze wsparciem sekcji saperów szturmowych na zabudowania „Szkoły Krawieckiej” przy ul. Zabłocińskiej/Marymonckiej 66. Dwa pozostałe plutony wsparte przez dwie sekcje saperów szturmowych miały natomiast uderzyć od strony południowo-wschodniej na tzw. Waldlager w Lesie Bielańskim, a po opanowaniu tego obiektu kontynuować natarcie w kierunku kompleksu budynków Akademii Wychowania Fizycznego przy ul. Marymonckiej 34.
Rankiem 1 sierpnia 1944 roku dowódca Obwodu „Żoliborz” ppłk. Mieczysław Niedzielski ps. „Żywiciel” odebrał rozkaz komendanta Okręgu Warszawskiego AK płk. „Montera” wyznaczający termin wybuchu powstania na godzinę 17:00. Oddziały Obwodu II przystąpiły do mobilizacji. Około godz. 14:00 żołnierze Kompanii „Żniwiarz” wdali się przy ul. Krasińskiego w przypadkową utarczkę z patrolem niemieckiej żandarmerii. Niedługo później Żoliborz ogarnęły regularne walki. Na skutek tych nieprzewidzianych wypadków oddziały „Żywiciela” utraciły element zaskoczenia, paraliżowi uległ system łączności obwodu, a dzielnica została odcięta od reszty miasta. W powstałym chaosie wielu żołnierzy nie zdążyło dotrzeć na czas na punkty zborne, nie dotarła tam również część broni i amunicji. Nie inaczej wyglądała sytuacja w III Rejonie. Oddziały kpt. „Żubra” zostały odcięte od reszty sił „Żywiciela”, a wielu żołnierzy nie stawiło się na czas na punktach zbornych. 3 kompania dowodzona przez ppor. „Kwarcianego” została w całości odcięta na Marymoncie i nie wzięła udziału w natarciu na Waldlager i klasztor Marianów w Lesie Bielańskim. W rezultacie tylko 400 żołnierzy III Rejonu wyruszyło do walki o godzinie „W”. Tymczasem Niemcy znacznie wzmocnili tego dnia obronę obiektów na Bielanach. Załogi samych tylko AWF, Waldlageru oraz klasztoru Marianów zwiększono do około 700 żołnierzy wspartych samochodami pancernymi i czołgami.
Żołnierze 2 kompanii zbierali się na punktach koncentracji przy ulicach Leśnej, Kiwerskiej i Rajszewskiej. Ze względu na sporą absencję oraz znaczne braki w uzbrojeniu por. „Starża” postanowił zmodyfikować pierwotne plany i uderzyć całością sił na Waldlager. Polskie natarcie wyruszyło z ulicy Podleśnej. Lewoskrzydłowy pluton 212 nie zdołał pokonać płaskiego odcinka o szerokości kilkuset metrów i w połowie drogi został przyduszony do ziemi ogniem broni maszynowej. Sąsiednie dwa plutony zdołały dotrzeć na skraj Lasu Bielańskiego, tam zaległy jednak pod ostrzałem nieprzyjaciela i po upływie kilkunastu minut przystąpiły do odwrotu. „Starża” nie mając łączności z dowództwem, postanowił ponowić natarcie, licząc prawdopodobnie na wsparcie ze strony innych jednostek III Rejonu. Kolejna próba zdobycia Waldlageru również zakończyła się niepowodzeniem. W tej sytuacji porucznik był zmuszony wycofać kompanię na pozycje wyjściowe.
Tego dnia wystąpienie powstańcze na Żoliborzu zakończyło się niemal całkowitą porażką. Oddziały AK nie zdobyły żadnego z ważniejszych celów natarcia, poniosły natomiast ciężkie straty w ludziach i uzbrojeniu. Utracono także łączność z dowództwem okręgu. W tych okolicznościach ppłk „Żywiciel” uległ namowom swoich oficerów i podczas wieczornej odprawy podjął decyzję o wycofaniu wszystkich żoliborskich oddziałów AK do Puszczy Kampinoskiej. Dowódca obwodu oczekiwał, że wszystkie zgrupowania będą gotowe do wymarszu 2 sierpnia o godz. 0:30. Na skutek panującego chaosu oraz niesubordynacji niektórych oficerów nie udało się przeprowadzić odwrotu w sposób skoordynowany. Już o godz. 22:30, nie czekając na zakończenie koncentracji wszystkich sił obwodu, opuściła miasto większość jednostek IV Rejonu (Powązki). Niedługo później na własną rękę odszedł do Puszczy Kampinoskiej kpt. „Żubr” wraz z większością oddziałów III Rejonu.

## Rozbicie kompanii „Starży” pod Boernerowem
Po nieudanym ataku na Waldlager 2 kompania powróciła na pozycje wyjściowe i do końca dnia nie uczestniczyła w poważniejszych starciach. Przez kilka godzin por. „Starża” bezskutecznie usiłował nawiązać łączność z dowództwem lub z sąsiednimi oddziałami. Dopiero około północy pojawiła się łączniczka od kpt. „Żubra”, która doręczyła porucznikowi rozkaz odwrotu do Puszczy Kampinoskiej. „Starża” szybko zarządził zbiórkę, po czym poprowadził żołnierzy na ul. Zuga, gdzie wyznaczono miejsce koncentracji oddziałów III Rejonu. W rejonie ul. Podleśnej pozostało tylko czteroosobowe ubezpieczenie pod dowództwem pchor. Jana Ogulewicza ps. „Boy”.
Po dotarciu na miejsce okazało się, że kpt. „Żubr” nie czekając na resztę oddziałów, odszedł do Puszczy Kampinoskiej. W tej sytuacji „Starża” postanowił pozostawić rannych w schronisku „Nasz Dom” przy pl. Konfederacji 42/44 i wyruszyć w ślad za głównymi siłami III Rejonu. Wymarsz nastąpił około godziny 2:00. Szpicę prowadził ppor. Zdzisław Grunwald ps. „Zych”, za którym podążali żołnierze plutonów 212 i 239 z por. „Starżą” na czele. Ariergardę stanowił pluton 237 pod dowództwem ppor. Jerzego Mieczyńskiego ps. „Dunin”. Zdzisław Grunwald oceniał, że kolumna liczyła ok. 120 żołnierzy. Z kolei według Macieja Bernhardta por. „Starża” poprowadził do Puszczy Kampinoskiej ok. 130–150 ludzi, w tym pewną liczbę cywilów (być może nieuzbrojonych ochotników). Na jednej z ulic osiedla Zdobycz Robotnicza żołnierze natknęli się na porzucone niemieckie samochody pełne pudeł z papierosami i konserwami. Po opuszczeniu miasta kompania maszerowała przez piaszczyste wydmy zwane Szwedzkimi Górami, następnie przez płaski teren między Boernerowem a Wawrzyszewem. Kierunek marszu wyznaczał punkt orientacyjny w postaci wysokiego na 126,5 m prawego masztu Transatlantyckiej Centrali Radiotelegraficznej. Na krótko przed świtem polscy żołnierze dotarli do brukowanej kocimi łbami drogi, która łączyła Boernerowo z Wawrzyszewem.
W rejonie Boernerowa znajdowały się w tym czasie silne oddziały nieprzyjaciela. Osiedle było bowiem obsadzone przez ok. 100 ukraińskich kolaborantów, którzy strzegli znajdujących się tam warsztatów samochodów pomocniczych lotnictwa (Nebenwerkstatt der Luftwaffe). W pobliskim Forcie II „Wawrzyszew” kwaterował natomiast pododdział 1 Dywizji Pancerno-Spadochronowej „Hermann Göring”. Maciej Bernhardt był przekonany, że por. „Starża” zlekceważył te fakty, gdy wybierał trasę odwrotu, gdyż wywiad AK już na kilka dni przed wybuchem powstania informował o obecności niemieckiej jednostki pancernej pod Boernerowem.

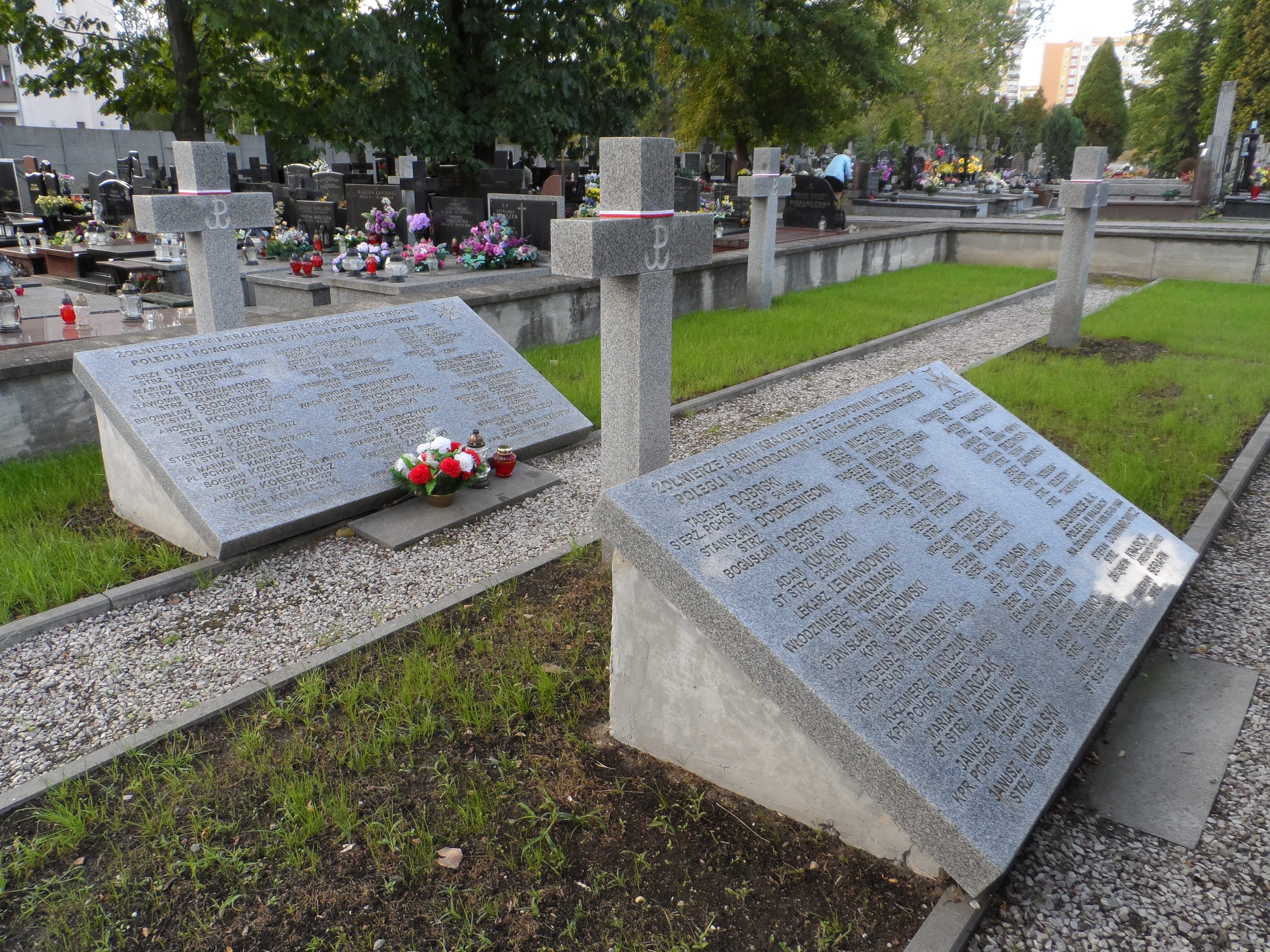
Groby żołnierzy AK poległych w starciu pod Boernerowem. Cmentarz Wawrzyszewski

Polska straż przednia zdołała bez przeszkód przejść na drugą stronę drogi, lecz główne siły kompanii zostały niespodziewanie ostrzelane z dwóch stron silnym ogniem broni maszynowej (z zabudowań Boernerowa i fortu Wawrzyszew). W tym krytycznym położeniu szansę ocalenia dawała tylko ucieczka, lecz mimo rozkazów „Starży” niedoświadczeni powstańcy w większości zalegli na otwartym polu, usiłując przeczekać nieprzyjacielski ostrzał pod osłoną kopek zboża lub naturalnych zagłębień terenu. Podążający w straży tylnej ppor. „Dunin” rozkazał swojemu plutonowi zawrócić na Bielany, lecz tylko nieliczni żołnierze zdołali wycofać się z pola walki (część w ślad za głównymi siłami przedostała się na drugą stronę drogi). Tymczasem Niemcy szybko otoczyli polską kompanię, po czym od strony Boernerowa nadjechał czołg, który strzałami z wieżyczki metodycznie wybijał ocalałych powstańców lub miażdżył ich gąsienicami.
Po upływie niespełna godziny walka była zakończona. Z pogromu ocalała dziesięcioosobowa grupa z por. „Starżą” i ppor. „Zychem”, a także nieustalona liczba pojedynczych powstańców. Część żołnierzy straży przedniej dostała się do niewoli. Niemcy zmusili jeńców, by wykopali na polu bitwy dwie duże mogiły i wrzucili do jednej z nich ciała poległych kolegów. Gdy pierwszy grób został zasypany i splantowany, jeńców zaprowadzono na skraj drugiej mogiły i tam rozstrzelano.
Rankiem 2 sierpnia 1944 roku zginęło pod Boernerowem prawdopodobnie ok. 100 żołnierzy kompanii por. „Starży”. Straty niemieckie nie przekroczyły natomiast kilku zabitych i rannych. Do 2009 roku Janusz Tryliński zdołał ustalić nazwiska 64 poległych i pomordowanych powstańców, a także pseudonimy kolejnych dziewięciu. Pod Boernerowem polegli m.in. ppor. Jerzy Mieczyński ps. „Dunin” (dowódca plutonu 237), st. sierż. Aleksander Michalak ps. „Gruby” (z-ca dowódcy plutonu 212), plut. pchor. Władysław Rode ps. „Rewski” (z-ca dowódcy plutonu 239), wachm. pchor. Bohdan Staromirowski ps. „Bohdan” (z-ca dowódcy plutonu 237), a także większość drużynowych.

## Upamiętnienie

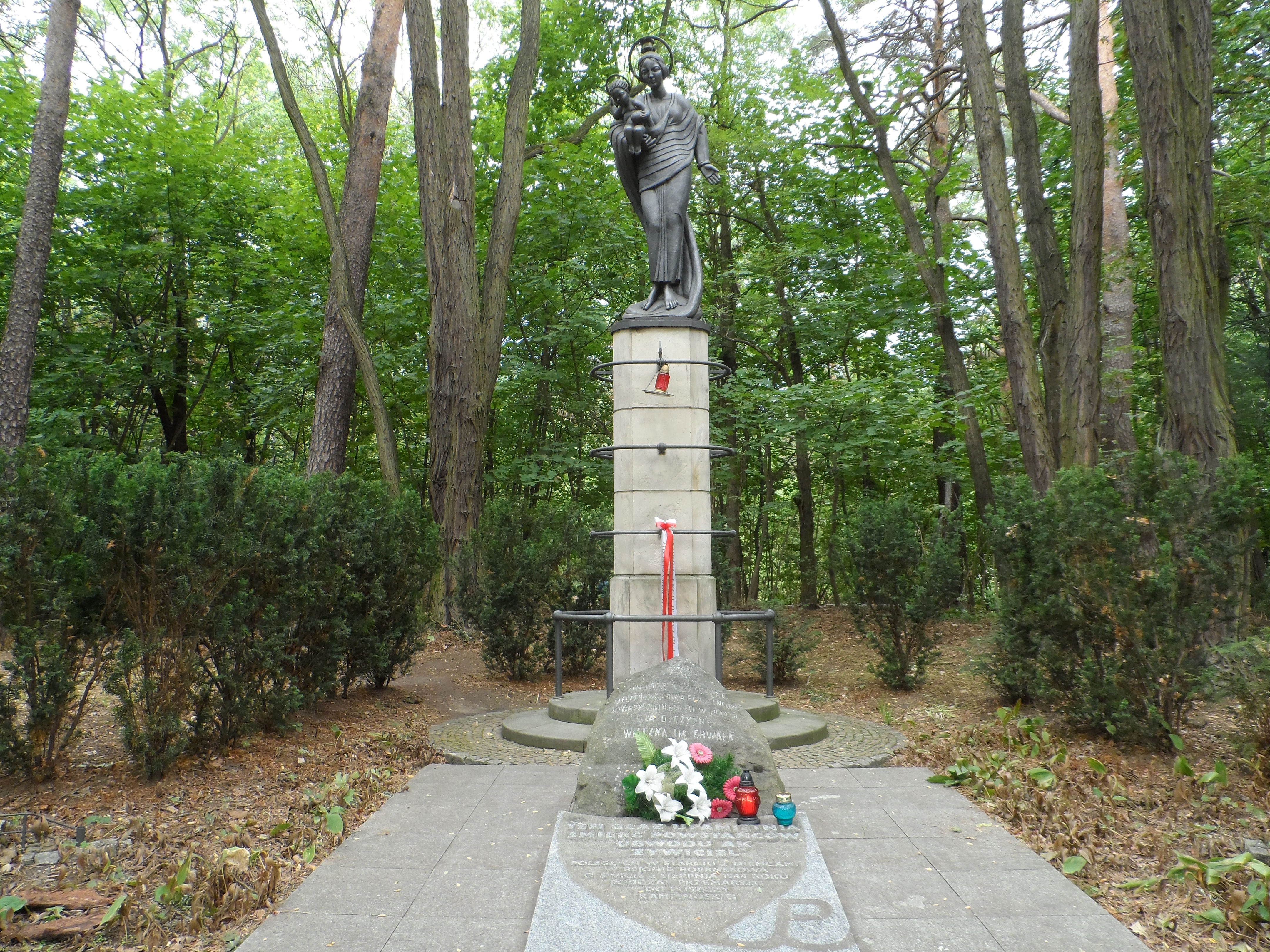
Miejsce pamięci przy ul. Grotowskiej na Boernerowie. W tle widoczna figura Matki Boskiej z Dzieciątkiem projektu Jana Golińskiego

18 maja 1945 roku bliscy poległych przeprowadzili na własną rękę ekshumację z niektórych powstańczych mogił pod Boernerowem. Odnaleziono wtedy kilkanaście ciał, które zostały pogrzebane przez rodziny na różnych cmentarzach warszawskich i podwarszawskich.
12–15 listopada 1945 roku prace ekshumacyjne na polu bitwy prowadził Polski Czerwony Krzyż. Z dwóch dużych mogił oraz kilkunastu mniejszych wydobyto wówczas 60 zwłok (52 mężczyzn, 7 kobiet, 1 niezidentyfikowane). Zostały one pogrzebane na Cmentarzu Wawrzyszewskim.
4 sierpnia 1946 roku w miejscu starcia i masakry uroczyście poświęcono pamiątkowy głaz. Wyryto na nim inskrypcję o treści:

Miejsce uświęcone męczeńską krwią powstańców, którzy zginęli tu w 1944 r. za Ojczyznę
Wieczna im chwała

Inicjatorem upamiętnienia poległych i zamordowanych żołnierzy AK było Stowarzyszenie Przyjaciół Boernerowa. W uroczystości poświęcenia głazu wzięli udział m.in. koledzy poległych, przedstawiciele Technicznej Szkoły Lotniczej, przedstawiciele lokalnych struktur PCK i organizacji społecznych zrzeszających mieszkańców Boernerowa, harcerze, a także członkowie miejscowego koła Polskiego Stronnictwa Ludowego. W kontekście trwającego w tym czasie terroru stalinowskiego i kampanii propagandowej wymierzonej m.in. w AK i jej weteranów, zorganizowanie takiej uroczystości było swoistym ewenementem.
W 1949 roku, w związku z budową lotniska wojskowego na Bemowie, głaz został przeniesiony na Boernerowo. Ustawiono go przy ul. Parkowej (ob. Grotowska), nieopodal zbiegu z ul. Westerplatte, przed znajdującą się w tym miejscu figurą Matki Boskiej z Dzieciątkiem projektu Jana Golińskiego. W latach 90. miejsce pamięci uzupełniono o tablicę z napisem o treści:

Ten głaz upamiętnia śmierć powstańców Obwodu AK „Żywiciel” poległych w starciu z Niemcami w rejonie Boernerowa o świcie 2 sierpnia 1944 roku podczas przemarszu do Puszczy Kampinoskiej